# Чжан И (политик)
Чжан И (род. в августе 1950, пров. Хэйлунцзян) — китайский политик. Член ЦК КПК 18 созыва (с 2012 года).
Родился в провинции Хэйлунцзян (Северо-Восточный Китай).
Окончил Северо-Восточный лесной институт.
Трудовую деятельность начал в 1969 году.
С окт. 2001 года замглавы парткома КПК пров. Хэбэй.
С окт. 2007 года заместитель секретаря ЦКПД.
В 2010—2013 годах глава парткома КПК Нинся-Хуэйского автономного района.
С марта 2013 года зампредседателя и секретарь парткома, с дек. того же года по 2016 г. председатель Комитета по контролю и управлению государственным имуществом при Госсовете КНР.